# GAZ Volga
El nom Volga (Волга) és la denominació comercial de diferents models d'automòbil produïts pel fabricant d'automòbils russo-soviètic GAZ entre els anys 1956 i 2010. Generalment emprat com a cotxe de flota i servei públic, el Volga substituïa al GAZ M-20 "Pobieda" i es trobava sota el GAZ Txàika, el model més luxós de la marca.

## Primera generació (1956-1970)

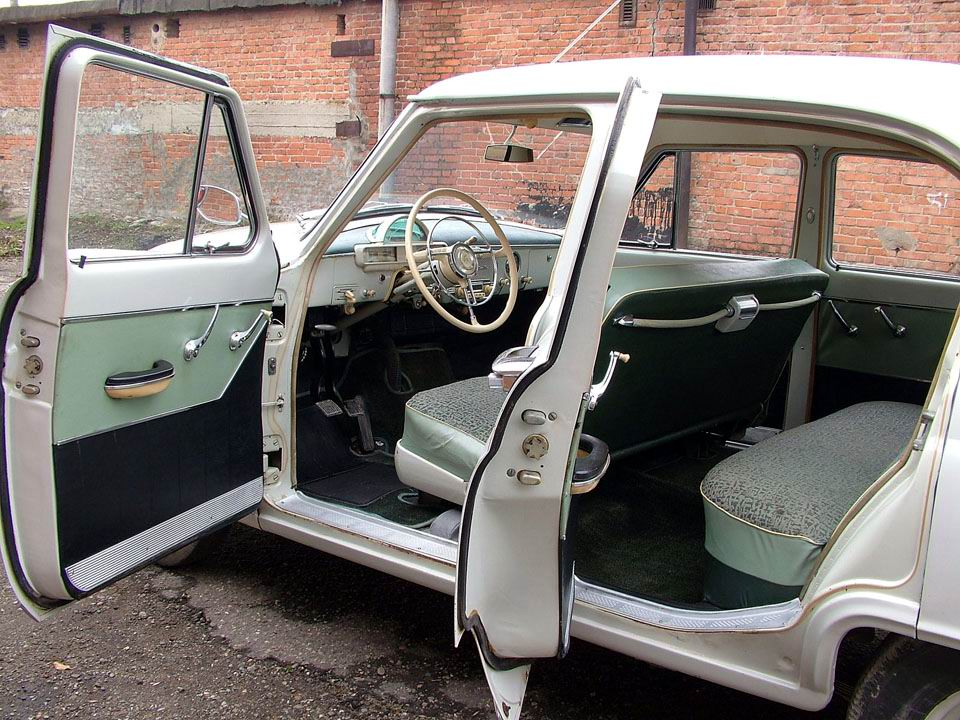
Interior del GAZ-21 III "balena"

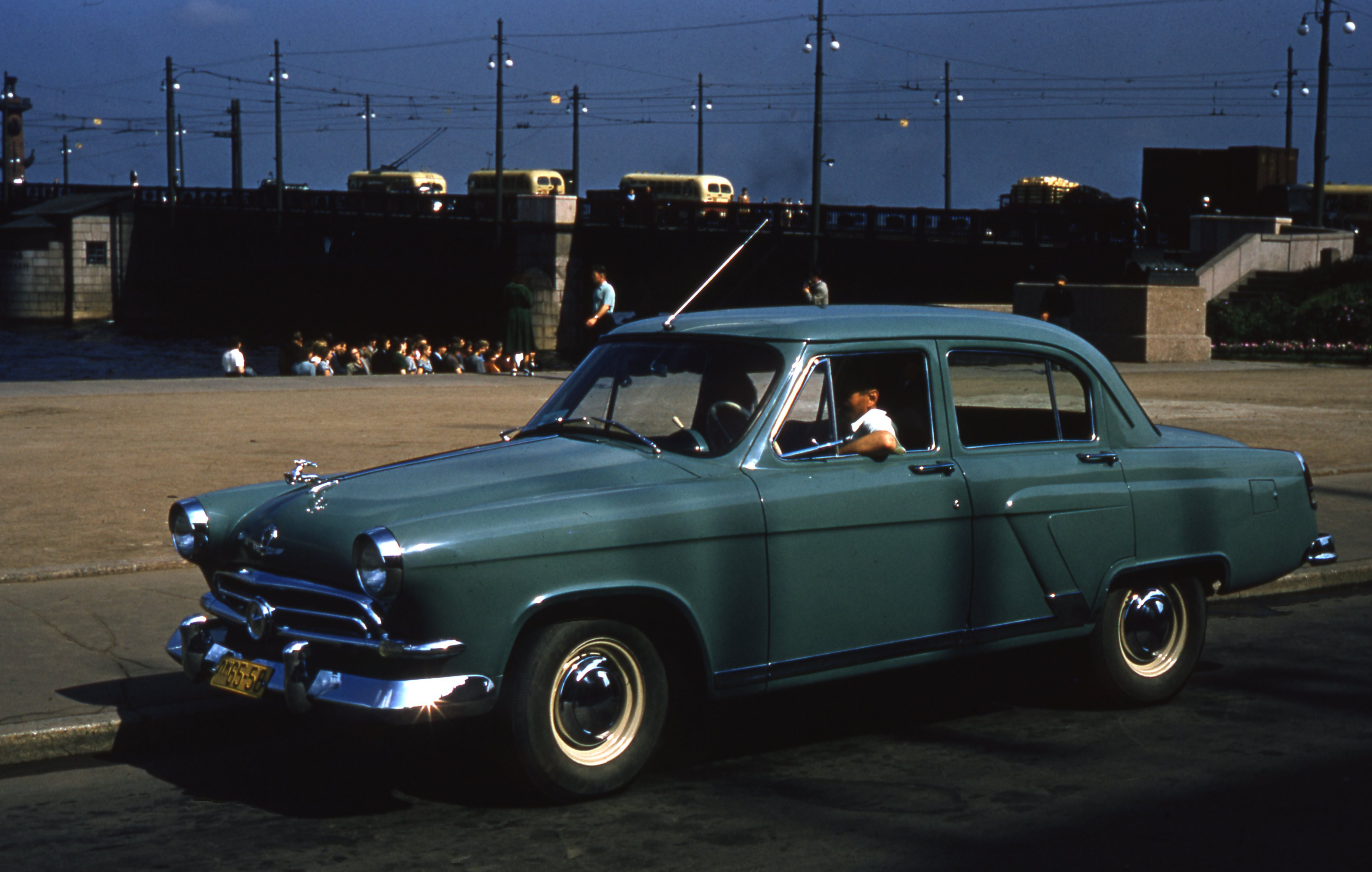
GAZ-21 I "estrela" (1956-1958)

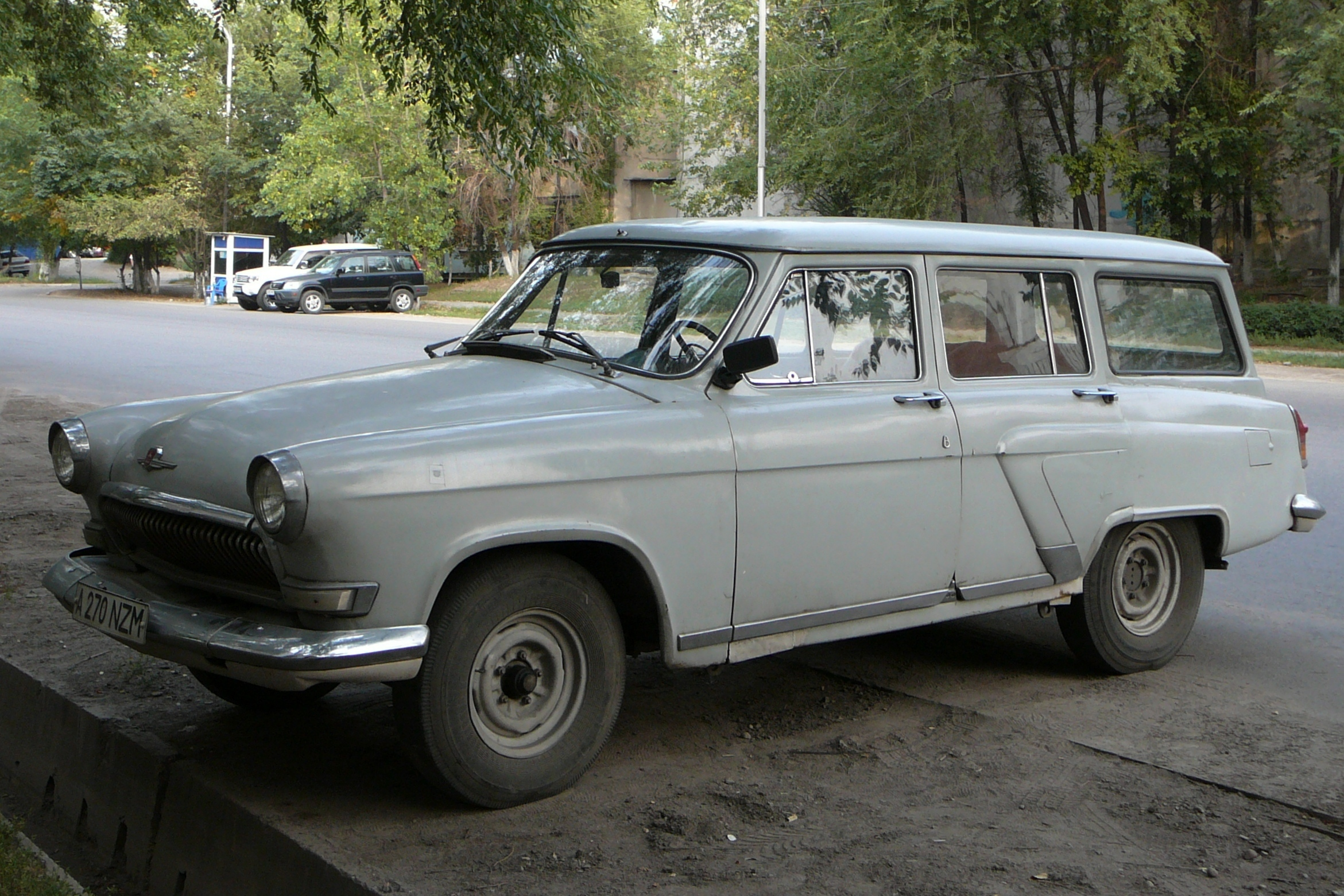
GAZ-22 (1962-1970)

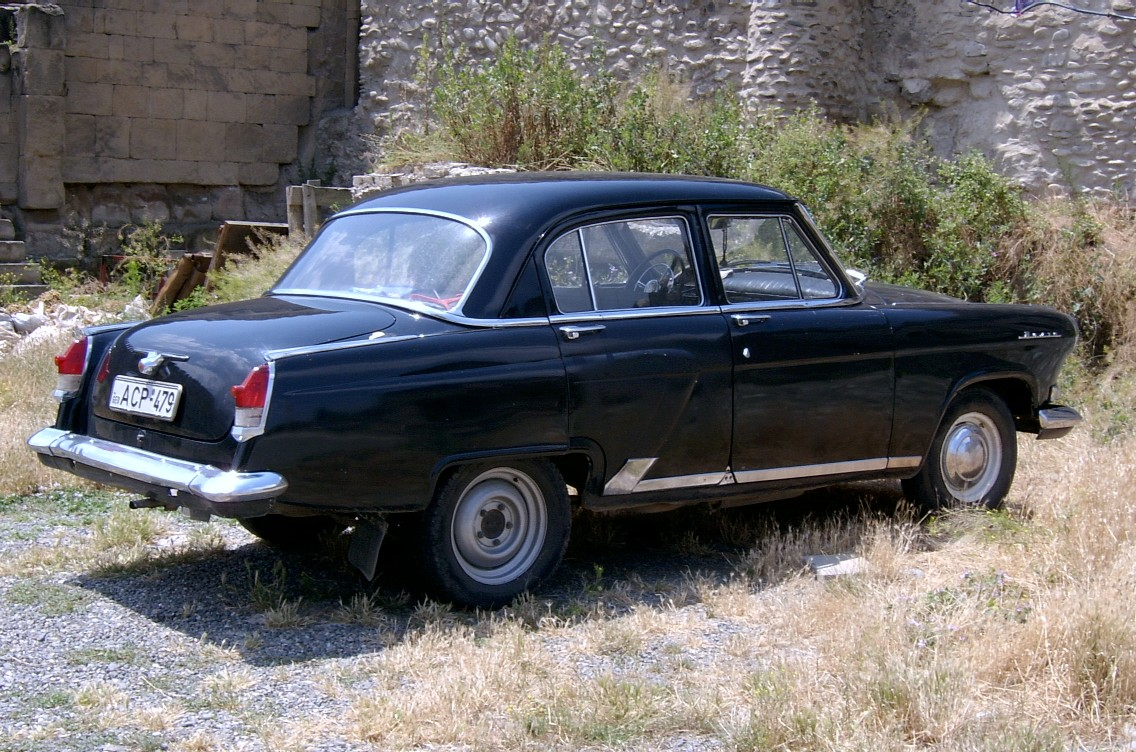
GAZ-21 III "balena" (1962-1970)

La primera generació del Volga va aparèixer l'any 1956 sota diferents denominacions depenent de la seua carrosseria. Així, la versió amb carrosseria de berlina quatre portes standard fou anomenada GAZ-21, la versió amb carrosseria familiar emprà la denominació GAZ-22 i el GAZ-23: una versió d'altes prestacions del GAZ-21 destinada a la policia.
Hi hagueren tres sèries del GAZ-21, distingibles principalment pel disseny de la graella frontal. La primera sèrie (1956-1958), coneguda com l'"Estrela", duia una graella de tres barres cromades amb un medalló amb una estrela en relleu al centre. Les unitats de la segona sèrie (1959-1962), conegudes com el "Tauró", duia una graella de 16 línies verticals metàl·liques amb el color de la carrosseria. Finalment, la tercera sèrie (1962-1970), coneguda com la "Balena", duia una graella cromada de 34 varilles verticals.
| Nom     | Motor           | Producció | Notes               |
| ------- | --------------- | --------- | ------------------- |
| 21      | 2.5L M-21 L4    | 1956-1970 | Berlina 4 portes    |
| 22      | 2.5L M-21 L4    | 1962-1970 | Familiar 5 portes   |
| 23      | 5.5L M-13 V8    | 1962-1970 | Berlina policial    |
| Scaldia | 1.6L Perkins L4 | 1960-1964 | Gama Diesel Benelux |

L'any 1962 va eixir a la venda el GAZ-22, la versio amb carrosseria familiar del GAZ-21. Emprada a l'URSS generalment per a funcions d'ambulància i vehicle comercial amb un equipament més bàsic, es van produir poques unitats amb els acabats de luxe del GAZ-21 destinades a passatgers, la majoria per a l'exportació. El GAZ-23 va començar a produir-se també l'any 1962 sobre la carrosseria del GAZ-21 i amb el motor V8 del GAZ-13. Mai disponible per al públic general, fou produït a escala reduïda per al servei d'inteligència soviètic, el KGB. Assolia una velocitat màxima de 180 quilòmetres per hora i es produïren un total de 603 unitats.
Totes les versions d'aquesta primera generació van deixar de produir-se i comercialitzar-se l'any 1970, deixant pas a la segona generació que havia estat llançada l'any 1967.

## Segona generació (1967-1992)

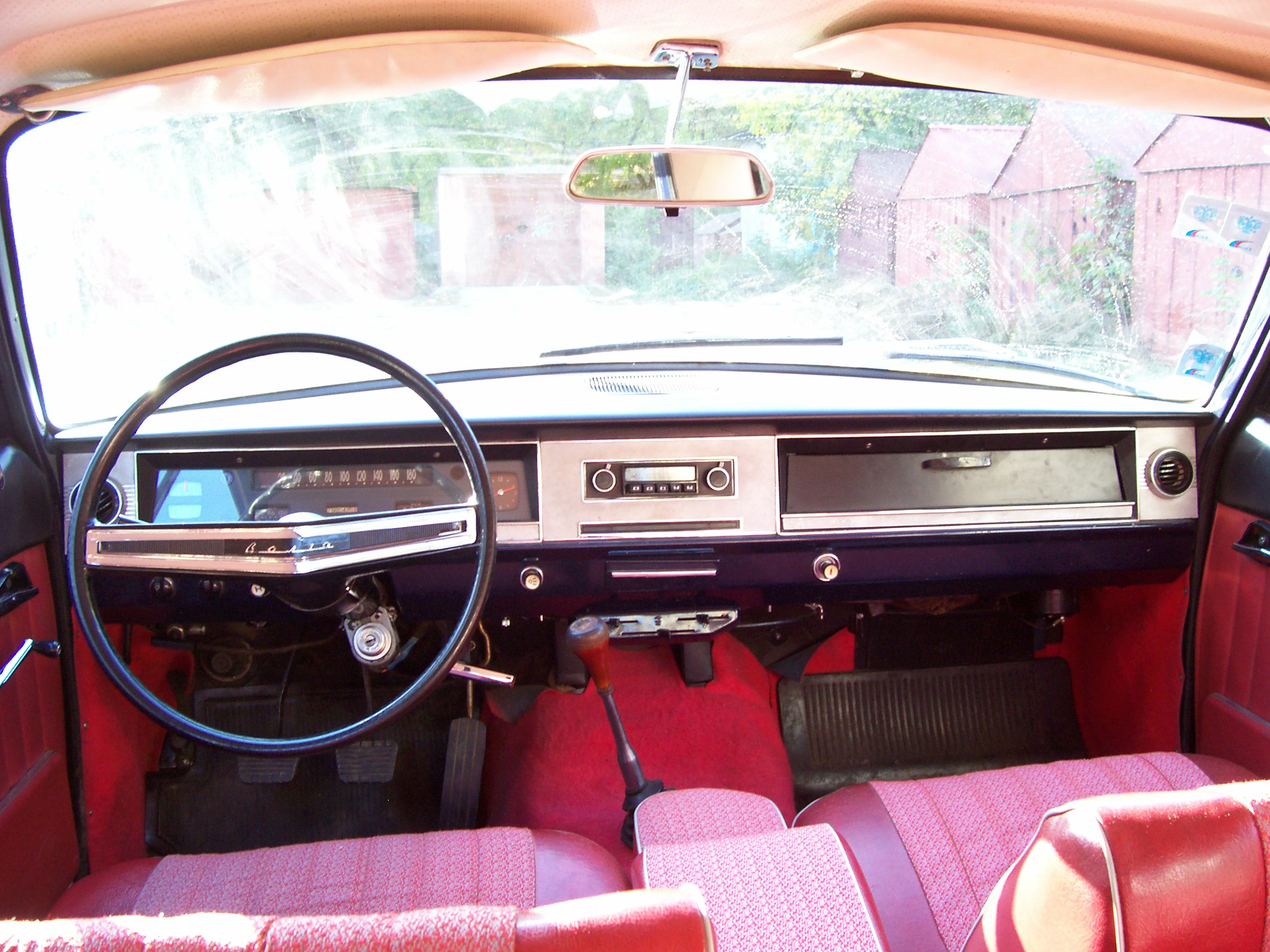
Interior del GAZ-24

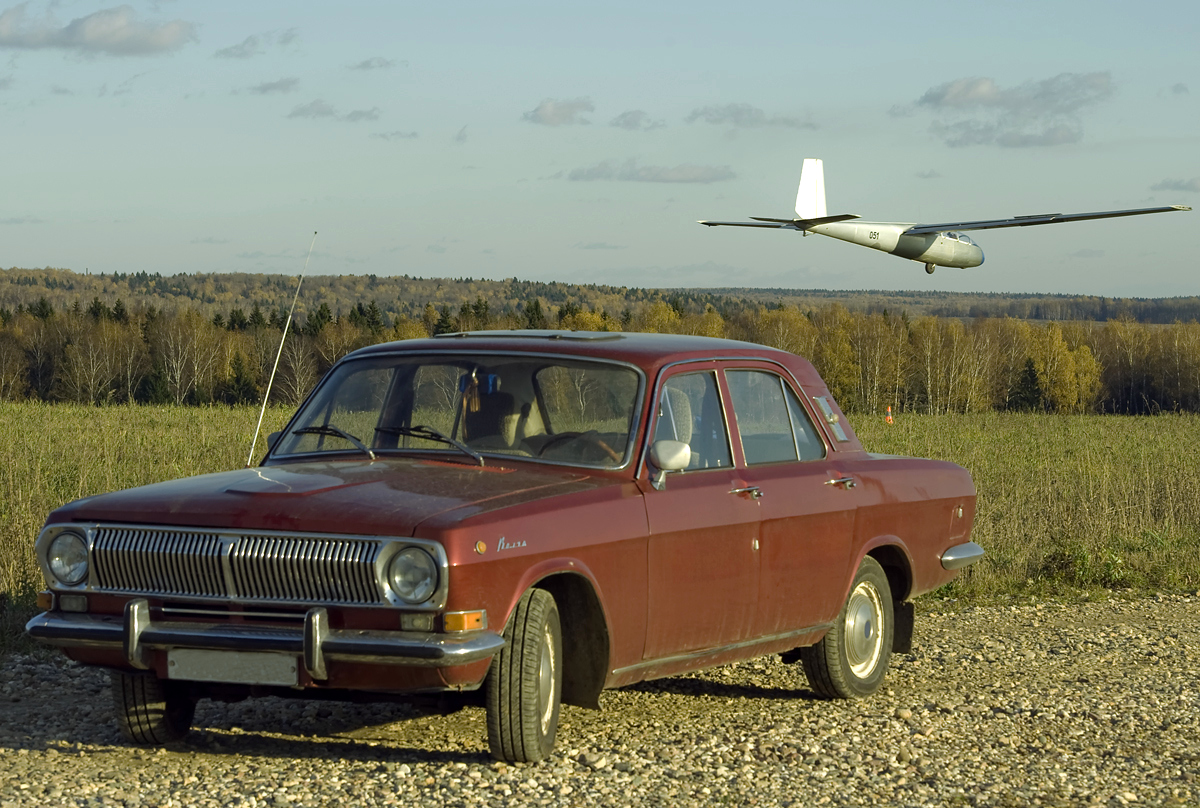
GAZ-24 (1967-1985)

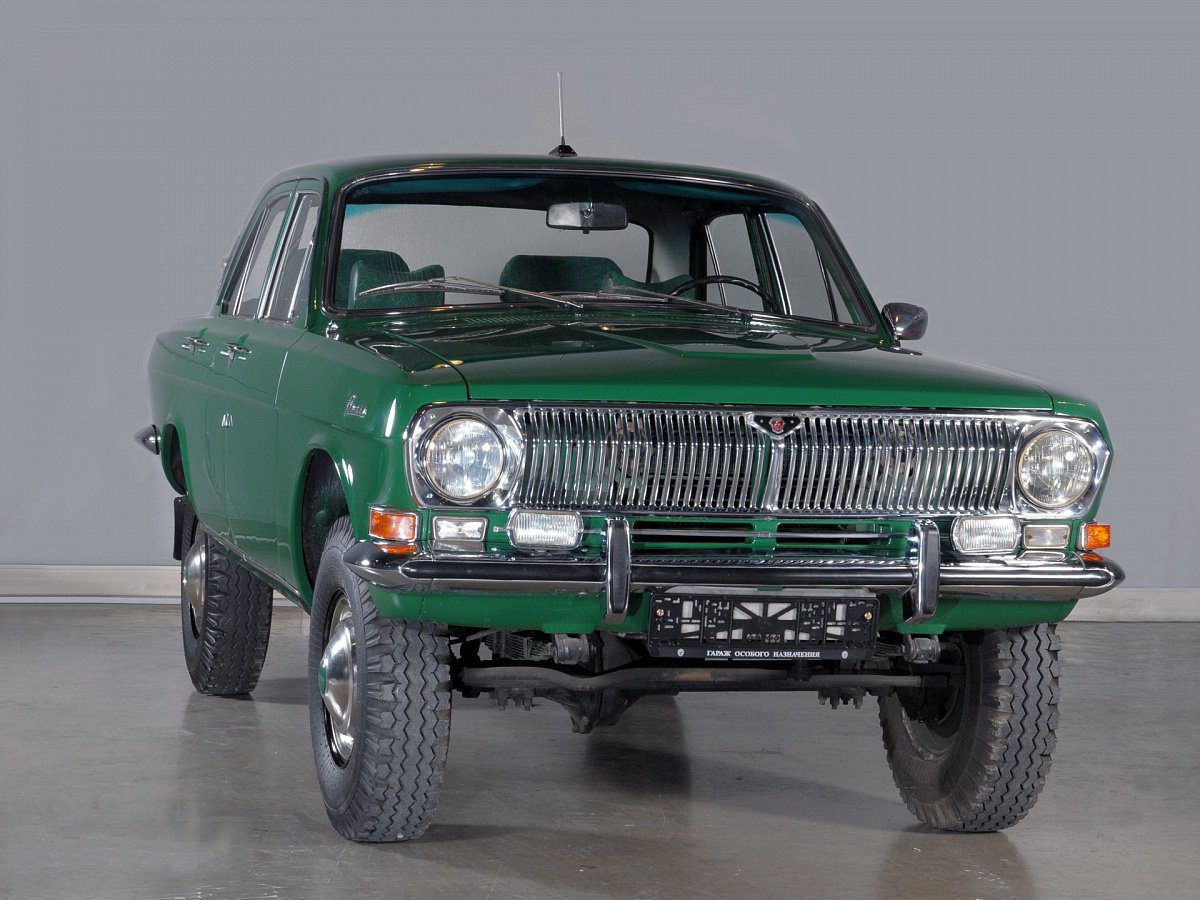
GAZ-24-95 (1974)

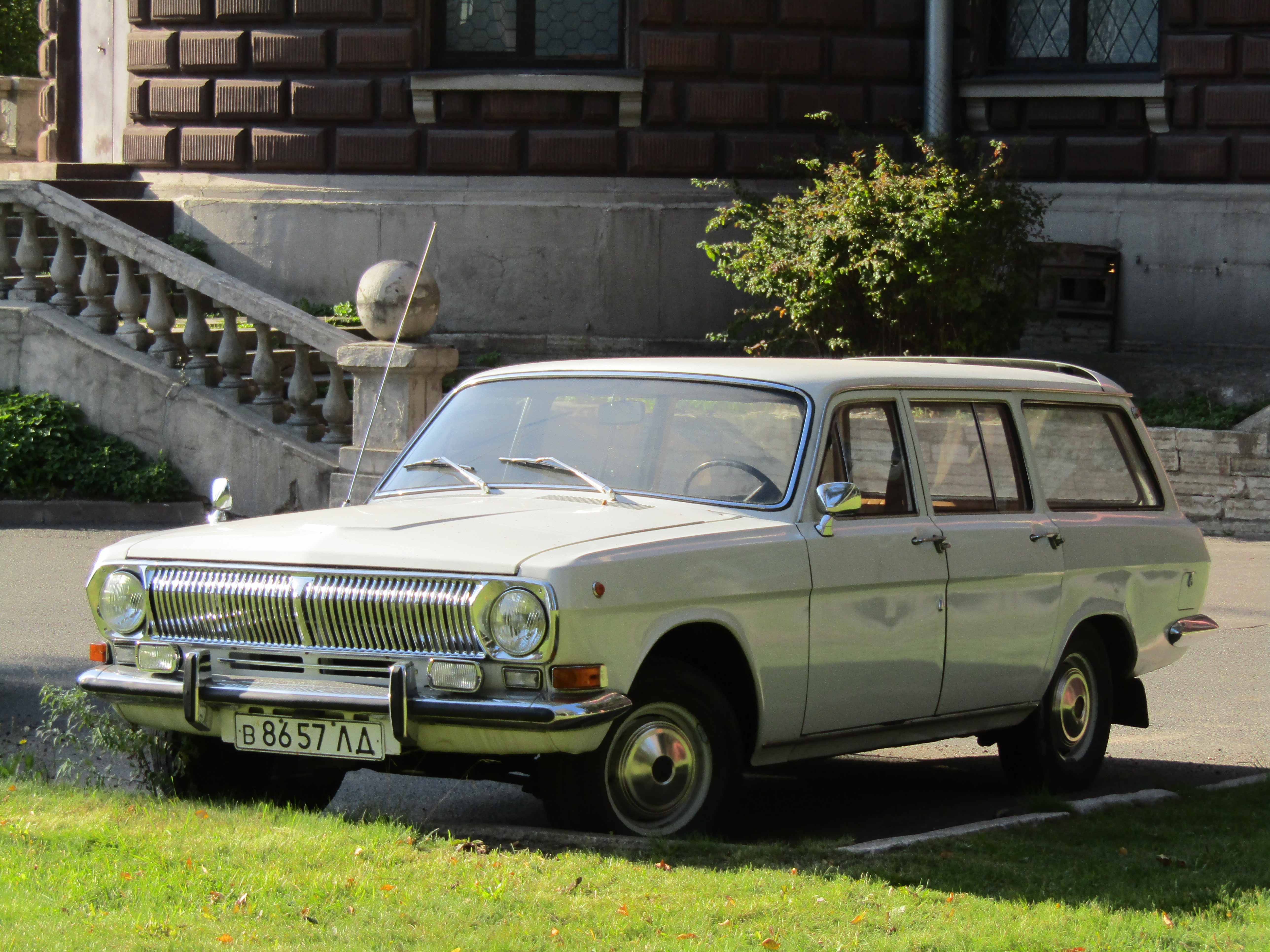
GAZ-24-02 (1972-1987)

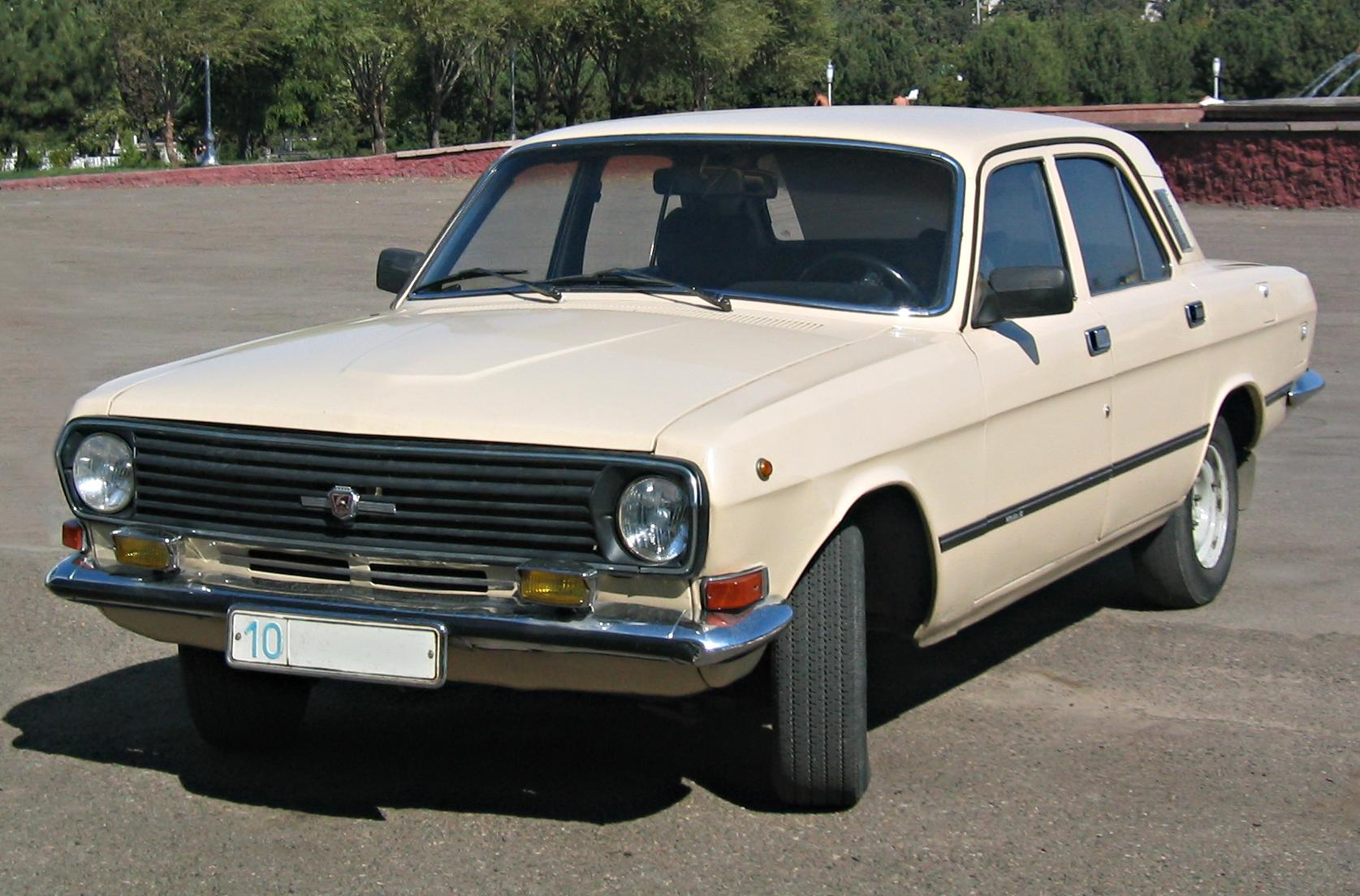
GAZ-24-10 (1985-1993)

Tot i que era el reemplaçament efectiu del GAZ-21, que es deixà de produir l'any 1970, la segona generació del Volga es presentà l'any 1967. Depenent de la seua configuració interna, el model tingué diverses denominacions: GAZ-24 per a la berlina de quatre portes, GAZ-24-02 per a la carrosseria familiar i fins i tot una versió amb motor V8 destinada a les forces de l'ordre anomenada GAZ-24-24, entre d'altres. GAZ-24-95 per a l'edició limitada amb tracció a les quatre rodes, El model també es produí i comercialitzà a Bèlgica amb el nom de Scaldia-Volga M24 i es comercialitzà a l'Europa de l'Est amb el nom de M24D.
Els treballs per al reemplaçament del GAZ-21 van començar l'any 1961, sent presentat a finals de la mateixa dècada. El GAZ-24 equipava un motor de quatre cilindres en línia i 2.445 centímetres cúbics.
Va existir-hi un prototip 4WD anomenat GAZ-24-95 que consistia en un GAZ-24 muntat sobre el xassis del GAZ-69; tot i que mai es produí en cadena, un dels exemplars fou utilitzat personalment pel Secretari General del PCUS Leonid Bréjnev.
| Nom   | Motor            | Producció | Notes             |
| ----- | ---------------- | --------- | ----------------- |
| 24-01 | 2.5L ZMZ-24 L4   | 1967-1985 | Berlina 4 portes  |
| 24-02 | 2.5L ZMZ-24 L4   | 1972-1987 | Familiar 5 portes |
| 24-24 | 5.5L ZMZ-2424 V8 | 1968-1986 | Berlina policial  |
| 24-95 | 2.5L ZMZ-24 L4   | 1973-1974 | Berlina AWD       |
| 24-10 | 2.5L ZMZ-402 L4  | 1985-1992 | Berlina 4 portes  |
| 24-12 | 2.5L ZMZ-402 L4  | 1987-1992 | Familiar 5 portes |
| 24-34 | 5.5L ZMZ-505 V8  | 1985-1993 | Berlina policial  |

Existiren nombroses variants d'aquest model: familiar (GAZ-24-02), amb motor V8 exclusiu per a les forces d'ordre (GAZ-24-24) i l'econòmic i modernitzat GAZ-24-10; així com el RAF-2203 a l'àmbit tècnic. El GAZ-24 fou subsituït l'any 1981 amb el llançament del millorat GAZ-3102, no obstant això, les diferent versions derivades de la plataforma del GAZ-24 es van mantindre en producció fins a l'any 2009.

## Setena generació (2008-2010)

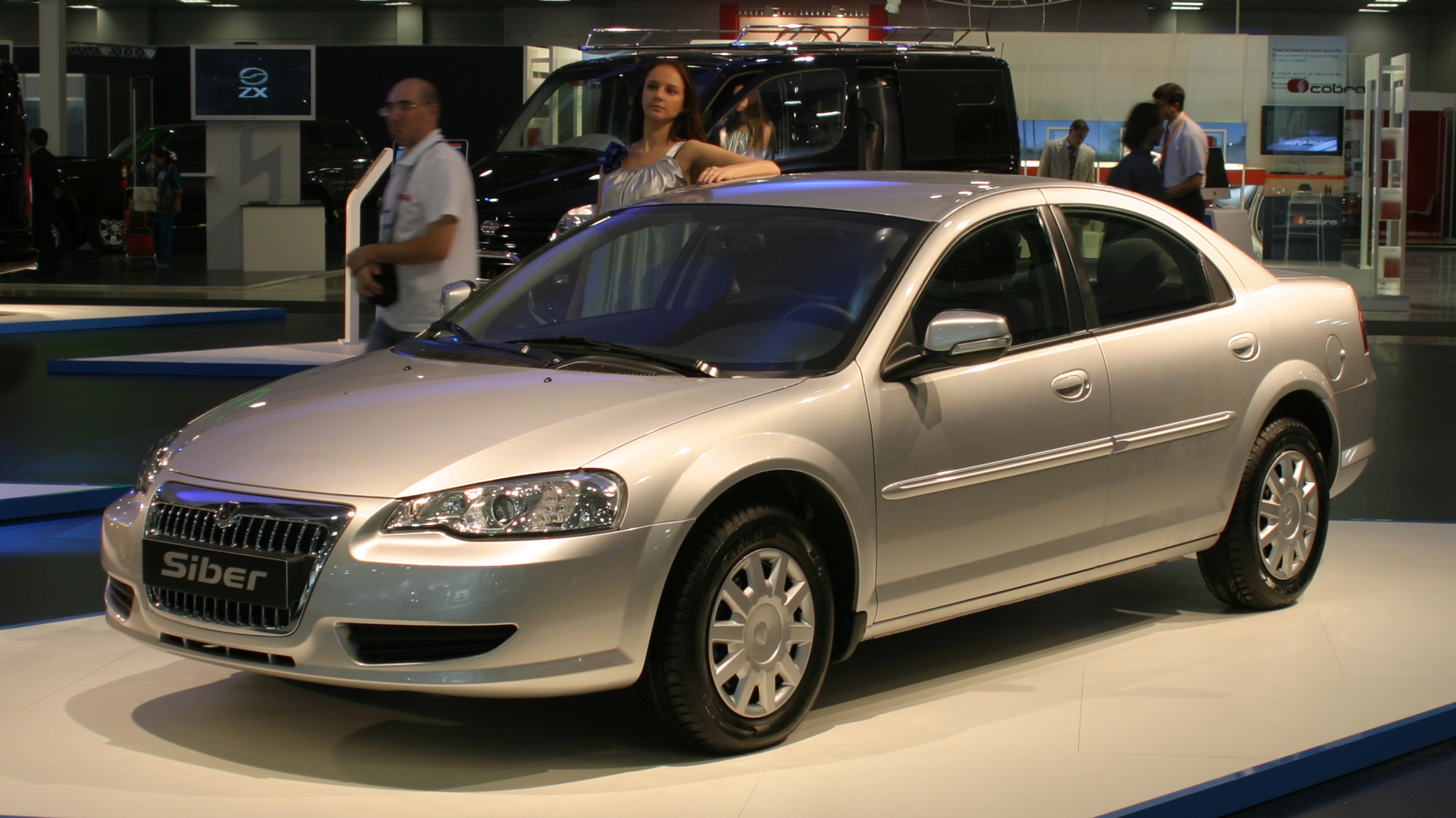
Volga Siber (2008)

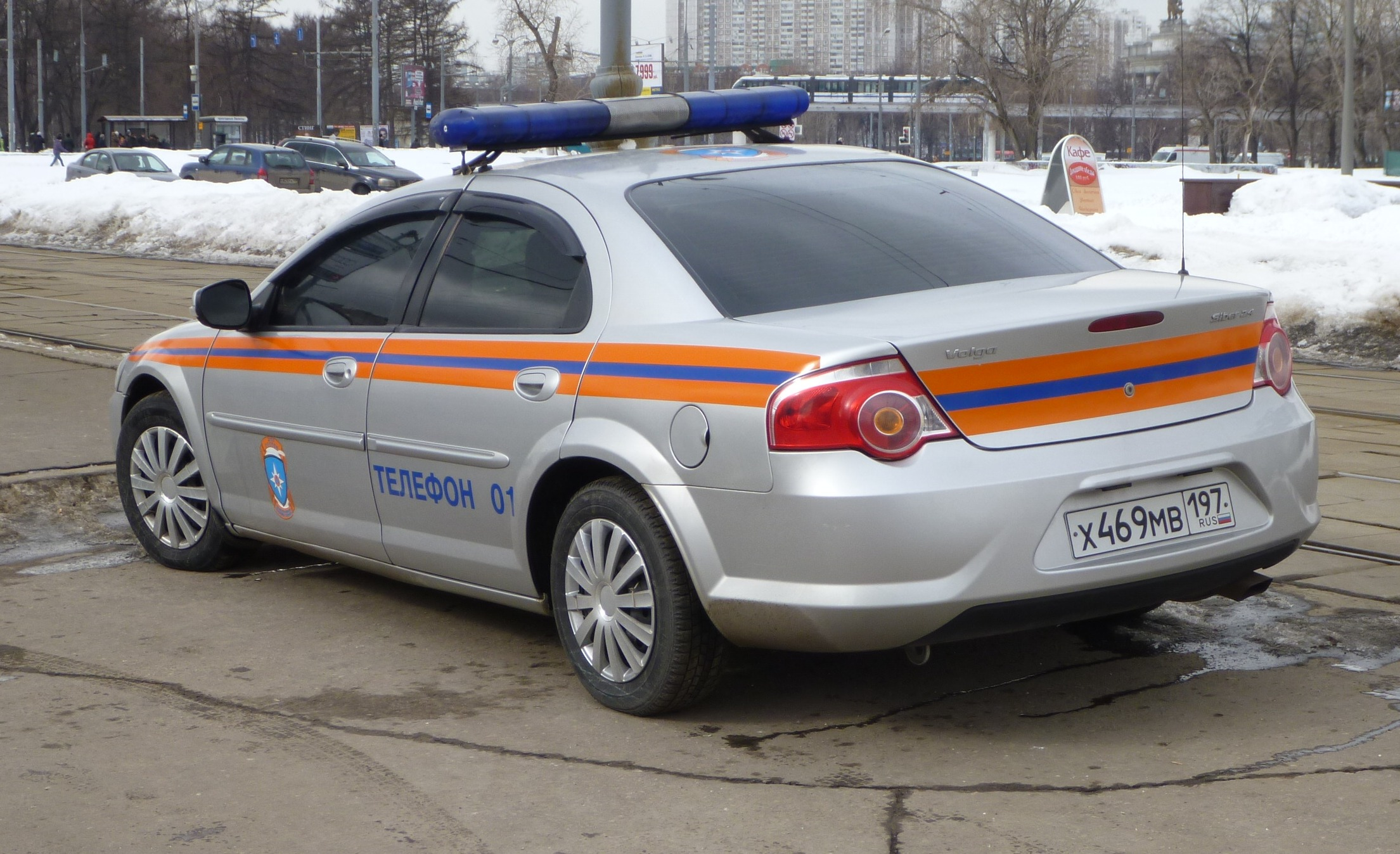
Volga Siber d'emergències

L'última generació del Volga fou una berlina de quatre portes del segment D desenvolupada sobre la base del Chrysler Sebring/Dodge Stratus de segona generació i presentada al Saló de l'Automòbil de Moscou del 2008. Aquest model fou fruit de la col·laboració entre GAZ i el grup Daimler-Chrysler.
Les previsions de vendes inicials mai s'assoliren i, finalment, l'any 2010 la GAZ va abandonar la producció del Volga Siber i, amb ell, la de qualsevol altre model de turisme, enfocant-se així en el mercat dels vehicles de treball. Durant els seus anys en cadena, només es produïren vora 9.000 unitats del model.